# Зигмунд Фугер фон Кирхберг и Вайсенхорн
Зигмунд Фридрих Фугер фон Кирхберг и Вайсенхорн (на немски: Siegmund Friedrich von Kirchberg und Weissenhorn; * 24 септември 1542, Аугсбург; † 5 ноември 1600, Регенсбург?) от фамилията Фугер от линията „Лилията“ (фон дер Лилие) от Аугсбург, е епископ на Регенсбург (1598 – 1600).

## Биография
Той е най-големият син на търговеца и хуманиста фрайхер Йохан Якоб Фугер фон Кирхберг и Вайсенхорн (1516 – 1575) и първата му съпруга Урсула фон Харах (1522 – 1554), дъщеря на Леонхард III фон Харах-Рорау (1481 – 1527) и Барбара фон Глайниц (1485 – 1535). Баща му се жени втори път на 5 март 1560 г. в Аугсбург за Сидония фон Колау-Ватцлер († 1573).
Като млад Зигмунд Фридрих Фугер е домхер в Залцбург, Пасау и Регенсбург. От 1580 до 1589 г. той е катедрален декан в Залцбург, от 1596 до 1598 г. в Пасау. През 1597 г. става домпропст в Регенсбург, на 2 юли 1598 г. е избран за епископ. Той умира от болест от камъни.